# سیارک ۱۲۰
سیارک ۱۲۰ (به انگلیسی: 120 Lachesis) صد و بیستمین سیارک کشف شده‌است که در ۱۰ آوریل ۱۸۷۲ و در مارسی کشف شد.
قدر مطلق سیارک برابر ۷٫۷۵ است.